# 월드 미스 유니버시티
세계대학생 평화봉사사절단 선발을 위한 월드미스유니버시티 대회는 1986년 유엔에 의해 결의된 세계 평화의 해를 기념하기 위한 행사이다.
1981년 11월 30일 제36차 유엔 총회에서 세계대학생 총장회의의 요청에 의해 코스타리카가 제안한 "세계 평화의 날"과 "세계 평화의 날 해" 제정에 관한 안건이 157개국 대표들에 의해 만장일치로 결의되었다. 이날 UN의 결의안에 따라 매년 9월 셋째 화요일은 전 세계인이 기라는 "세계 평화의 날"로 그리고 1982년 제37차 유엔 총회에서 1986년을 "세계 평화의 해"로 각각 제정 공포되었다. UN의 이러한 결정은 당시의 냉전 이슈를 녹이고 동서양 진영의 이데올로기 분쟁을 종식시키는 전기를 마련한 것으로 평가된다. 월드미스유니버시티 조직위원회는 이러한 "세계 평화의 해"선포를 기념하기 위하여 세계대학 총장회의(IAUP)에서 국제 평화 활동을 지원하고 지속적으로 추진하기 위하여 세계대학생 평화봉사사절단을 선별하는 대회를 후원함에 따라 행사의 효율성을 높이기 위하여 조직된 비영리 재단법인이다.
세계대학생을 대상으로, '세계를 하나로 하는 평화 운동', '세계일가, 인류 형제','지구에서 인류가 살아남기 위한 환경운동'의 목표 아래 사랑과 평화를 실천하고 세계 평화에 기여하고 있다. 이러한 본 조직위원회의 특성을 되살려 재단법인(NY DOS# 4795333 / NY DOS# 4809300)으로 등록되어 국제 교류 협력 및 자유 외교 활동에 더욱더 박차를 가하고 있다.

## 설립취지
월드미스유니버시티 조직위원회는 1986년 UN이 제정한 "세계 평화의 해"선포를 기념하기 위해 UN 산하 NGO기구인 세계 대학 총장 회의(IAUP)에서 월드미스유니버시티는 세계대학생평화봉사 사절단을 후원함에 따라 행사의 효율성을 높이기 위해 조직되었다. 1993년 UN 수석사무처장 Vladimir Petrovsky가 대표 전원에게 "세계대학생 평화봉사 사절단"위촉장을 수여하였으며 매년 세계 각국에서 선발된 지와 미를 겸비한 우수한 여대생들을 "세계대학생 평화 봉사사절단"으로 임명하여 사랑과 평화의 메시지를 세계만방에 전파함으로써 지구촌 평화에 대한 관심을 고취시키고 사랑과 평화를 수호하하는 명실공히 지구촌 캠퍼스 최고 지성인을 선발하는 대회이다. 평화봉사의 취지에 맞게 국제적 대회로의 발전을 꾀하고 세계화와 더 나아가 세계인의 규합을 꾀함으로써 지구촌 평화의 초석을 마련하고자 하는 것이 본 대회 개최의 취지이다. 우리는 인류가 평화를 생각할 수 있는 계기를 마련 국가와 민족간의 긴장과 갈등을 해소하고 전쟁과 갈등에서 벗어나 사랑과 평화로의 인류이상을 실현시키고자 한다.

## 역대 임원

### 2018년
세계대학생평화봉사사절단 의장 이승민
조직위원장 : 조안리
심사위원장 : 정갑철 (세계대학생 평화봉사사절단 상임고문)

### 2017년
세계대학생평화봉사사절단 의장 이승민
조직위원장 : 조안리
심사위원장 : 홍상표(전)한국콘텐츠진흥원 원장)

### 2016년
세계대학생평화봉사사절단 의장 이승민
조직위원장 : 조안리
심사위원장 : 박재규(경남대학교 총장)

### 2015년
세계대학생평화봉사사절단 의장 이승민
조직위원장 : 조안리

### 2014년
세계대학생평화봉사사절단 의장 이승민
조직위원장 : 조안리
심사위원장 : 이연숙(전 정무장관)

### 2013년
세계대학생평화봉사사절단 의장 이승민
조직위원장 : 조안리
심사위원장 : 이연숙(전 정무장관)

### 2012년
세계대학생평화봉사사절단 의장 이승민
조직위원장 : 조안리
고문 : 오명, 강석진, 임덕규, 이성림, 송인준, 이시형
조직위원 : 이만의, 권영걸, 정옥임, 성창모, Hwang So Hwi, ROSALIE VANBREEMEN
부총재 : 김문영
심사위원장 : 송인준(전 헌법재판관)

### 2011년
세계대학생평화봉사사절단 의장 이승민
조직위원장 : 조안리
고문 : 오명, 강석진, 임덕규, 이성림, 송인준, 이시형
조직위원 : 이만의, 권영걸, 정옥임, 성창모, Hwang So Hwi, ROSALIE VANBREEMEN
부총재 : 김문영
심사위원장 : 이만의(전 환경부장관)

### 2010년
세계대학생평화봉사사절단 의장 이승민
명예대회장 : Barham Madain(IAUP-세계대학총장협의회 의장)
대회장 : 김소남 국회의원
고문 : 조안리
부총재 : 김문영
심사위원장 : 박강수

### 2009년
세계대학생평화봉사사절단 의장 이승민
명예대회장 : Barham Madain(IAUP-세계대학총장협의회 의장)
고문 : 조안리
한민족의료주권협회회장 : 이규정
고려대학교부총장 : 전병훈

### 2008년
세계대학생평화봉사사절단 의장 이승민
조직위원장 : 조안리
명예대회장 : Barham Madain(IAUP-세계대학총장협의회 의장)
대회장 : 정대진(대진학원 이사장)
중국 조직위원회 : 티엔웨이(중국전매대학교 공산당위원회 부서기)

### 2007년
세계대학생평화봉사사절단 의장 이승민
조직위원장 : 조안리
상임부총재 : 김문영(코스닥협회 부회장)
수석부총재 : 이창옥(아이러브아프리카 대표)
명예대회장 : Pornchai Mongkhonvanit(IAUP-세계대학총장협의회 의장)
명예대회장 : 이대봉(참빛그룹 회장)
상임고문 : 정근모(前 명지대학교 총장)
대회장 : 박봉규(2080 CEO 포럼 대표)

### 2006년
세계대학생평화봉사사절단 의장 이승민
조직위원장 : 조안리
명예대회장 : Pornchai Mongkhonvanit(IAUP-세계대학총장협의회 의장)
공동대회장 : 심인흥((주)우리나라 그룹 회장)

### 2005년
세계대학생평화봉사사절단 의장 이승민
조직위원장 : 조안리
상임부총재 : 이규정(국민고충처리위원회 위원장)
고문 : 신현택(아시아문화협력재단 이사장/삼화프로덕션)
고문 : 천진화(前 LG그룹 중국지사장, 現 인천대학교 석좌교수)
고문 : 이인정(아시아산악연맹 회장)

### 2004년
세계대학생평화봉사사절단 단장 이승민
조직위원장 : 조안리
상임고문 : 신현택(아시아문화협력재단 이사장/삼화프로덕션)
상임고문 : 천진화(前 LG그룹 중국지사장, 現 인천대학교 석좌교수)
고문 : 이인정(아시아산악연맹 회장)

### 2003년
세계대학생평화봉사사절단 단장 이승민
총재 : 김중권(새천년 민주당 상임고문)
조직위원장 : 조안리
고문 : 천진화(前 LG그룹 중국지사장, 現 인천대학교 석좌교수)
상임부총재 : 이규정(국민고충처리위원회 위원장)
수석부총재 : 박영식(前 문화부 장관, 現 광운대학교 총장)

### 2002년
세계대학생평화봉사사절단 단장 이승민
총재 : 김중권(새천년 민주당 상임고문)
조직위원장 : 조안리
고문 : 천진화(前 LG그룹 중국지사장, 現 인천대학교 석좌교수)
상임부총재 : 이규정(국민고충처리위원회 위원장)
수석부총재 : 박영식(前 문화부 장관, 現 광운대학교 총장)

2001년
세계대학생평화봉사사절단 단장 이승민
상임고문 : 조안리(스타커뮤니케이션 대표)
상임부총재 : 이규정(국민고충처리위원회 위원장)
수석부총재 : 박영식(前 문화부 장관, 現 광운대학교 총장)
대회장 : 심인흥((주)우리나라 그룹 회장)
사무총장 : 이창옥(여성경영자총협회 자문위원장)

2000년
세계대학생평화봉사사절단 단장 이승민
명예총재 : 강영훈(前 국무총리)
대회장 : 조안리(스타커뮤니케이션 대표)
운영위원장 : 이창옥(여성경영자총협회 자문위원장)

1999~1997년
세계대학생평화봉사사절단 단장 이승민
총재 : 오세응(국회부의장)
명예대회장 : 김용재(덕성여자대학교 총장)
1996년
세계대학생평화봉사사절단 단장 이승민
명예총재 : 조영식 박사(경희대학교 설립자)
총재 : 오세응(국회부의장)
부총재 : 박상희
조직위원장 : 유기정
고문 : 오경의(국회보좌관협회 회장)

1991년
세계대학생평화봉사사절단 단장 이승민
총재 : 안호상 박사
명예총재 : 가쿠쇼하야마(세계평화추진국민운동본부 총재)

1989년
세계대학생평화봉사사절단 단장 이승민
명예총재 : 조영식 박사(경희대학교 설립자)
총재 : 안호상 박사
명예고문 : 나까소네 일본 前 수상
대회장 : 김동리 박사
대회장 : 김동석 박사
대회장 : 일본조직위원회 총재(후꾸다 다가오 일본 前 수상)
대회장 : 가쿠쇼하야마(세계평화추진국민운동본부 총재)

1988년
세계대학생평화봉사사절단 단장 이승민
명예총재 : 조영식 박사(경희대학교 설립자)
명예총재 : HEROLD GREENBEER Ph.D(미국 유나이티드 철강회사 사장)
총재 : 안호상 박사
명예고문 : 나까소네 일본 前 수상
명예대회장 : 서정하 박사

1987년
세계대학생평화봉사사절단 단장 이승민
명예총재 : 조영식 박사(경희대학교 설립자)
총재 : 안호상 박사
대회장 : 김동리 박사
대회장 : 김동석 박사

1986년
세계대학생평화봉사사절단 단장 이승민
명예총재 : 조영식 박사(경희대학교 설립자)
총재 : 박길진 박사
대회장 : 김동리 박사
대회장 : 김동석 박사

1985년
세계대학생평화봉사사절단 단장 이승민
명예총재 : 안호상 박사
대회장 : 김동리 박사
대회장 : 김동석 박사
총재 : 高世一成 박사
명예대회장 : 한갑수 박사

### 1984년
세계대학생평화봉사사절단 단장 이승민
제3회 평화통일문화재 대회장 : 김동석 박사
명예대회장 : 이종찬 국회의원
제18회 아세아국제예술제 총재 : 오제도
제18회 아세아국제예술제 대회장 : 김동리 박사

### 1983년
세계대학생평화봉사사절단 단장 이승민
제2회 평화통일문화재
제17회 아세아국제예술제 총재 : 오제도
제17회 아세아국제예술제 대회장 : 김동리 박사
명예대회장 : 최창규

### 1982년
세계대학생평화봉사사절단 단장 이승민
제1회 평화통일문화재, 제16회 아세아국제예술제 총재 : 오제도
제1회 평화통일문화재, 제16회 아세아국제예술제 명예총재 안호상 박사
제1회 평화통일문화재, 제16회 아세아국제예술제 명예대회장 : 이상선
제1회 평화통일문화재 대회장 : 김동석 박사
제16회 아세아국제예술제 대회장 : 김성기
부총재 : 송삼석, 박찬석

### 1965~1981년
1965년~1981년까지 명예총재 : 안호상 박사(초대 문교부 장관)
11회 공동 명예총재 : 칼로이티 리치(前 주한 독일대사)
명예총재 : 월리암 H. 글라이스틴(前 주한 미대사)
12회 명예총재 : 정일권(前 국회의장)
총재 : 오제도((사)한국안보교육협회 이사장, 변호사)
수석 부총재 : 송상섭(라이온스클럽 상임 부총재)
명예부총재 : 이해우(라이온스클럽 309A 지구총재)
대회장 : 김동석(前 함경북도 도지사)
대회장 : 김동리(예술원장)
본부회장 : 이호순(국제문화 협회장)
고문 : 신봉조(이화학원 재단 이사장)
고문 : JOHN GLEN(미국 상원의원)
고문 : DELMAR LANG(주한 미 평화봉사단장)
고문 : ENOCH S. CHRISTOFFERSON(캘리포니아 시장)

## 역대 주요 활동
http://www.wmu.or.kr/page_AXHq63

## 연도별 수상자
| 연도 | 이름                              | 국가       | 개최지          |
| ---- | --------------------------------- | ---------- | --------------- |
| 1986 | 로잘리 반 브레멘                  | 네덜란드   | 대한민국 서울   |
| 1987 | 최연희                            | 대한민국   | 대한민국 서울   |
| 1988 | 캐더린 엘리자베스 콘즈            | 미국       | 대한민국 서울   |
| 1989 | 프리야달쉬니 프라드한             | 인도       | 대한민국 서울   |
| 1990 | 에카타리나 파르페노바             | 소련       | 대한민국 서울   |
| 1991 | 셀리스테 위버                     | 미국       | 대한민국 서울   |
| 1992 | 헤이오런 안나 비오른두티르        | 아이슬란드 | 대한민국 서울   |
| 1993 | 에바 바호비츠                     | 폴란드     | 대한민국 서울   |
| 1995 | 브리기타 이나 우날스두티르        | 아이슬란드 | 대한민국 서울   |
| 1996 | 라우라 가르시아                   | 스페인     | 대한민국 서울   |
| 1997 | 장지훈                            | 대한민국   | 대한민국 서울   |
| 2000 | 레나타 판                         | 브라질     | 대한민국 서울   |
| 2001 | 엘레니 페클리바니디               | 그리스     | 대한민국 서울   |
| 2003 | 아유샤 쉬레스타                   | 네팔       | 대한민국 대구   |
| 2004 | 율리아 야덴코                     | 라트비아   | 중국 선전       |
| 2005 | 제이드 콜린스                     | 뉴질랜드   | 대한민국 서울   |
| 2006 | 크리스티나 프릭시온               | 니카라과   | 대한민국 제주   |
| 2007 | 알렉산드라 플레믹                 | 독일       | 대한민국 서울   |
| 2008 | 사르나이 아마르                   | 몽골       | 중국 선전       |
| 2009 | 조은주                            | 대한민국   | 대한민국 서울   |
| 2010 | 케이트 팔                         | 영국       | 대한민국 서울   |
| 2011 | 시리아 이자벨 보호르케즈          | 미국       | 대한민국 서울   |
| 2012 | 미아 하사나자이크                 | 덴마크     | 대한민국 서울   |
| 2014 | 카리나 스테파니아 말티니 지메네즈 | 멕시코     | 대한민국 서울   |
| 2016 | 켈린 폴디 리버라 크롤             | 페루       | 중국 베이징     |
| 2017 | 클라우디아 모라스 바에즈          | 쿠바       | 캄보디아 프놈펜 |
| 2018 | 아드리나 모야                     | 코스타리카 | 대한민국 서울   |
| 2019 | 응웬 티 탄 코아                   | 베트남     | 대한민국 제주도 |
| 2022 | 이사벨라 올덴부르크               | 코스타리카 | 대한민국 서울   |
| 2024 | TBA                               | TBA        |                 |

## 우승자 갤러리

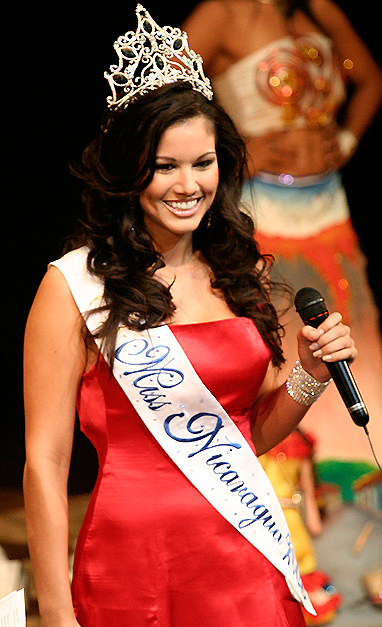
World Miss University 2006 크리스티나 프릭시온, 니카라과
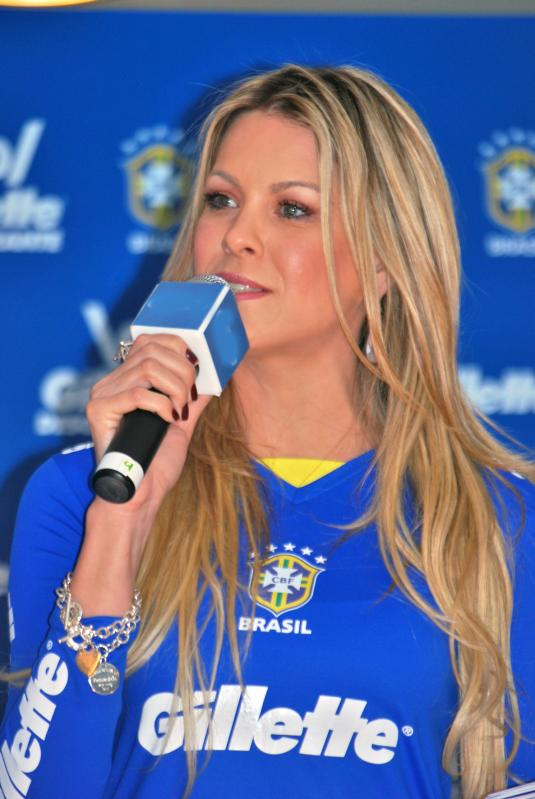
World Miss University 2000 레나타 판, 브라질

## 같이 보기
- 미스그랜드코리아
- 미스 그랜드 코리아
- 미스 그랜드 인터내셔널